# Sous le vent des Marquises
 (février 2024).
Si vous disposez d'ouvrages ou d'articles de référence ou si vous connaissez des sites web de qualité traitant du thème abordé ici, merci de compléter l'article en donnant les références utiles à sa vérifiabilité et en les liant à la section « Notes et références ».
Pour plus de détails, voir Fiche technique et Distribution.
Sous le vent des Marquises est une comédie dramatique française réalisée par Pierre Godeau, sortie en 2024.

## Synopsis
Quand Alain doit jouer Jacques Brel, son destin se mélange à celui de l’artiste. Cette rencontre va le rapprocher de sa fille et bouleverser sa vie.

## Fiche technique
Sauf indication contraire, les informations mentionnées dans cette section peuvent être confirmées par les bases de données cinématographiques IMDb et Allociné,  présentes dans la section « Liens externes ».
- Titre original : Sous le vent des Marquises
- Réalisation : Pierre Godeau
- Scénario : Pierre Godeau et Agnès de Sacy
- Musique : Javier Navarrete et Valérie Lindon
- Décors : Samantha Gordowski
- Costumes : Nathalie du Roscoat
- Photographie : Denis Lenoir
- Son : Grégory Lannoy - Roland Voglaire
- Montage : Hervé de Luze
- Production : Philippe Godeau et Jacques-Henri Bronckart
  - Coproduction : Nathalie Gastaldo Godeau et Gwennaëlle Libert
  - Production exécutive : Jean-Yves Asselin
- Sociétés de production : France 2 Cinéma, Pan Européenne Production, Versus Production, RTBF, Proximus et Voo-BE TV
- Société de distribution : Pan Distribution et Playtime
- Budget :
- Pays de production :  France
- Langue originale : français
- Format :
- Genre : Comédie dramatique
- Durée : 91 minutes
- Date de sortie :
  - France : 31 janvier 2024

## Distribution
- François Damiens : Alain / Jacques Brel
- Salomé Dewaels : Lou, la fille d'Alain
- Roman Kolinka : Antoine, le réalisateur
- Anne Coesens : Valérie, ex-femme d'Alain et mère de Lou
- Franck Trillot : Jean, le compagnon de Valérie
- Louison Lelarge : Théo, le petit ami de Lou
- Jean-Michel Balthazar : Bernard Pons, le cancérologue
- André Pasquasy : Jojo, l'acteur ami d'Alain
- Mehdi Zekhnini : le graphiste
- David Courier : Journaliste
- Benoît Poelvoorde : le comédien remplaçant